# The Darfsteller
„The Darfsteller” este o schiță științifico-fantastică din 1955 a scriitorului american Walter M. Miller, Jr., căruia i s-a acordat primul Hugo pentru cea mai bună nuveletă pentru această lucrare. Schița a fost publicată inițial în revista Astounding Science Fiction din ianuarie 1955.

## Prezentare
Este o poveste care are loc în secolul al XXI-lea: un bătrân actor de teatru a devenit portar la teatru doar pentru a rămâne alături de „lumea divertismentului”. În teatru au început să fie folosiți numai actori roboți, care sunt făcuți să pară oameni, aceștia interpretează piese sub regia computerului central al fiecărui teatru. Acest computer, „Maestro”, se ocupă de orice, având grijă de toate problemele pe care le-ar întâmpina actorii umani reali: reacții ale publicului, actori mecanici defecți și alți factori inconstanți.
Bătrânul actor visează să pună la cale o schemă pentru a se întoarce pe scena teatrului, în ciuda prejudecăților față de actoria reală. El distruge una din casetele robotului și, din moment ce știe rolul din cariera sa anterioară, este singurul care poate continua cu succes spectacolul.
Problema bătrânului actor este că el a fost întotdeauna un darfsteller (probabil un cuvânt telescopat din „Darsteller”, în germană „actor”, „darf”, fiind o formă de flexiune de la „dürfen”, „a avea permisiunea de a face ceva”) lucru pe care naratorul îl explică că acesta fost un „actor care se auto-regiza...”, în general ceva neagreat de regizori chiar și atunci când acest tip de actori au interpretat excelent. Sensul povestirii devine clar atunci când ajunge în punctul în care el pur și simplu nu poate să meargă pe scenă și să-și spună replicile; ca fost „Darfsteller” el trebuie să le trăiască și să se transforme pentru rolul său și, odată ce procesul începe, este dificil de oprit...